# Entamoeba
Entamoeba è un genere di Ameobozoa che si trova come parassita o commensale all'interno di animali, parecchie specie si trovano negli umani. Entamoeba histolytica è il patogeno responsabile dell'amebiasi, mentre altre come E. coli e E. dispar non sono patogene. Ad eccezione di E. gingivalis, tutte le specie di Entamoeba si trovano nell'intestino degli animali che infettano.
	Le cellule di Entamoeba sono piccole, con un singolo nucleo e tipicamente un singolo pseudpodo loboso che prende la forma di un evidente rigonfiamento anteriore. Hanno un semplice ciclo vitale: il trofozoite ha un diametro di circa 10-20 µm e si ciba primariamente di batteri. Si divide con una semplice fissione binaria per formare due piccole cellule figlie. Quasi tutte le specie formano cisti, lo stadio interessato nella trasmissione (eccetto in E. gingivalis). A seconda della specie le cisti possono avere uno, quattro o otto nuclei e sono variabili nelle dimensioni; queste caratteristiche aiutano nella identificazione delle specie.
	Entamoeba appartengono alle Archamoebae, che inusualmente hanno mitocondri. Questo gruppo include Endolimax, che vive anche in animali ed è simile in apparenza ad Entamoeba.